# Art Boileau
Art Boileau, född 9 oktober 1957, är en friidrottare från Kanada. Han deltog vid olympiska sommarspelen 1984 och olympiska sommarspelen 1988.